# Lienella fasciata
Lienella fasciata är en stekelart som först beskrevs av Smith 1873.  Lienella fasciata ingår i släktet Lienella och familjen brokparasitsteklar. Inga underarter finns listade i Catalogue of Life.